# A Matadeira
A Matadeira é um filme documentário brasileiro de curta-metragem, escrito e dirigido por Jorge Furtado em 1994.
É uma produção da Casa de Cinema de Porto Alegre, com fotografia de Alex Sernambi, direção de arte de Fiapo Barth e Gaspar Martins, trilha sonora de Leo Henkin, montagem de Giba Assis Brasil, produção executiva de Nora Goulart.

## Sinopse
Canudos foi uma pequena cidadela no nordeste do Brasil, fundada pelo líder messiânico Antônio Conselheiro e massacrada por um exército até a morte do último de seus 30 mil habitantes, em 5 de outubro de 1897. O filme conta o massacre de Canudos a partir de um canhão inglês Withworth de 32 libras, apelidado pelos sertanejos de "a Matadeira", que foi transportado por vinte juntas de bois através do sertão, tendo disparado um único tiro.

## Elenco
- Pedro Cardoso .... professor / Prudente de Morais / Antônio Conselheiro / pregador
- Débora Finocchiaro .... Brasilina
- Antônio Carlos Falcão .... Maria Xana
- Carlos Cunha .... narrador
- Lisa Becker .... narradora

## Prêmios[1]
Festival de Gramado (1994)
- Melhor direção de arte
- Melhor direção (curta gaúcho)
- Melhor fotografia (curta gaúcho)

Rio Cine Festival (1994)
- Melhor ator (Pedro Cardoso)
- Prêmio Contribuição à Linguagem Cinematográfica